# Вильгельм Фридрих Вюртембергский
Вильгельм Фридрих Филипп Вюртембергский (нем. Wilhelm Friedrich Philipp von Württemberg; 27 декабря 1761, Штеттин — 10 августа 1830, Кернен) — принц из Вюртембергского дома и военный министр, вюртембергский генерал-фельдмаршал (1806).

## Биография
Вильгельм был четвёртым сыном герцога Фридриха II Евгения Вюртембергского и Фридерики Доротеи Софии Бранденбург-Шведтской, старшей дочери маркграфа Фридриха Вильгельма Бранденбург-Шведтского и принцессы Софии Доротеи Марии Прусской, племянницы короля Пруссии Фридриха II Великого.
В 1779 году Вильгельм Вюртембергский поступил на службу в датскую королевскую армию и быстро дослужился до чина полковника. В 1781 году он командовал собственным полком. В 1783 году получил чин генерал-майора. В 1785 году был переведен в датскую лейб-гвардию, а в 1795 году был произведен в генерал-лейтенанты. В 1801 году — губернатор Копенгагена и участник Копенгагенского сражения.
В 1806 году Вильгельм Вюртембергский заплатил 10 тысяч рейхсталеров, чтобы оставить датскую службу. Его старший брат Фридрих в том же 1806 году стал первым королём Вюртемберга. Вернувшись в Штутгарт, Вильгельм был назначен своим братом военным министром королевства Вюртемберг.
В 1810—1821 годах Вильгельм проживал в свой усадьбе в Хирлингене возле Роттенбурга, но чаще всего в Кернене в Ремстале. 29 июня 1811 года вице-президентом военного ведомства стал барон Фридрих фон Пфуль (до Вильгельм оставался военным министром до 1815 года).
В 1815 году Вильгельм Вюртембергский стал заниматься изучением медицинских наук и успешно практиковал как врач. В 1817 году Тюбингенский университет присудил ему почётную степень в медицине. Как член королевского дома Вюртемберга, Вильгельм также занимал место в палате господ вюртембергского ландтага (парламента) в 1819—1830 годах.

## Брак и дети

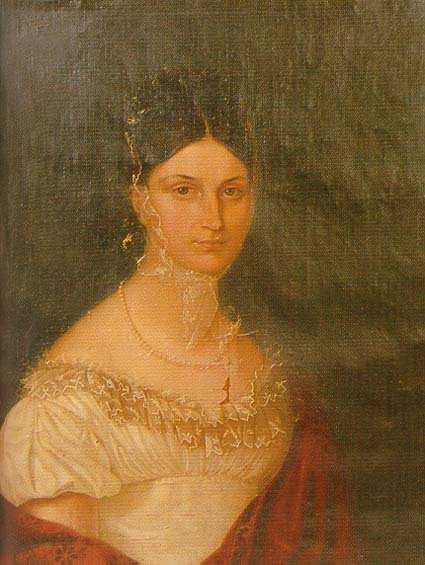
Вильгельмина фон Тундерфельдт-Родис

23 августа 1800 года в Косвиге Вильгельм Вюртембергский женился на фрейлине своей матери Вильгельмине фон Тундерфельдт-Родис (1777—1822), дочери барона Карла Августа Вильгельма фон Тундерфельдт-Родиса. Она происходила из шведской дворянской семьи, родом из Прибалтики.
У супругов было шестеро детей, из которых лишь трое достигли зрелого возраста:
- Александр (1801—1844), поэт, женат на графине Элен Фештетич (1812—1886), дочери графа Владислава Фештетича
- Август (1805—1808)
- Вильгельм (1810—1869), 1-й герцог фон Урах (1867)
- Фридрих Август (1811—1812)
- Франц (1814—1824)
- Мария (1815—1866), муж — граф Вильгельм фон Таубенхайм (1805—1894)

Поскольку это был морганатический брак, 1 августа 1801 года Вильгельм Вюртембергский отказался за своих потомков от всех претензий на королевский престол Вюртемберг.

## Награды
- Большой крест ордена Вюртембергской короны
- Большой крест ордена «За военные заслуги» (Вюртемберг)
- Рыцарский крест датского ордена Слона (1803)
- Большой крест ордена Почётного легиона (Франция)